# エフゲニー・ロマノフ
エフゲニー・アレクサンドロビッチ・ロマノフ（	Evgeny Aleksandrovich Romanov、ロシア語: Евгений Александрович Романов、1985年7月20日 - ）は、ロシアのプロボクサー。ヴォルゴグラード出身。

## 来歴
アマチュア時代にデオンテイ・ワイルダーからKO勝ちをした実績を引き下げて、2016年7月30日にプロデビュー。
2019年2月22日、エカテリンブルグのKRK・ウラレッツでディロン・カーマンと初代WBOグローバルヘビー級王座決定戦を行い、初回1分53秒KO勝ちを収め王座を獲得した。
2019年6月16日、エカテリンブルグのKRK・ウラレッツでアリエル・ベラカモンテとWBOグローバルヘビー級タイトルマッチを行い、10回3-0（99-90×3）の判定勝ちを収め初防衛に成功した。
2020年11月7日、エカテリンブルグのRCCボクシングアカデミーで元WBO世界ヘビー級王者のセルゲイ・リャコビッチとWBOグローバル同級タイトルマッチを行い、2回1分48秒KO勝ちを収め2度目の防衛に成功した。
2021年5月21日、ヒムキのヒムキ・バスケットボール・センターで元WBC世界クルーザー級シルバー王者のディミトリー・クドリャショフと初代WBCシルバーブリッジャー級王座決定戦及びWBC世界同級挑戦者決定戦を行い、12回3-0（119-109×2、120-108）の判定勝ちを収めブライアント・ジェニングス対オスカル・リバスとの間で行われる初代王座決定戦の勝者への指名挑戦権とシルバー王座を獲得したと同時に保持していたWBOグローバルヘビー級王座を返上した。
2024年2月10日、エカテリンブルグのKRK・ウラレッツでWBA世界スーパークルーザー級3位のジャン・ジャオシンとWBA世界同級挑戦者決定戦を行うも、プロ初黒星となる2回2分24秒KO負けを喫し王者のエフゲニー・ティシェンコへの挑戦権を獲得できなかった。
2025年7月5日、エカテリンブルグのDIVS・アリーナでWBA世界ブリッジャー級3位のゲオルギー・ユノビドフと1年5ヶ月ぶりの復帰戦およびWBA暫定世界同級王座決定戦を行うも、5回終了時にロマノフ陣営が棄権したためTKO負けを喫し王座獲得に失敗、連敗となり再起を果たせなかった。

## 戦績
- プロボクシング：21戦 19勝 (12KO) 2敗

| 戦           | 日付           | 勝敗 | 時間    | 内容    | 対戦相手                         | 国籍             | 備考                                                                        |
| ------------ | -------------- | ---- | ------- | ------- | -------------------------------- | ---------------- | --------------------------------------------------------------------------- |
| 1            | 2016年7月30日  | ☆    | 3R 2:38 | TKO     | ビクタウ・チェバルコウ           | ベラルーシ       | プロデビュー戦                                                              |
| 2            | 2016年11月25日 | ☆    | 1R 2:01 | TKO     | ウラジミール・ゴンチャノフ       | ロシア           |                                                                             |
| 3            | 2017年2月5日   | ☆    | 6R      | 判定3-0 | ユーリ・バイカウッオ             | ベラルーシ       |                                                                             |
| 4            | 2017年5月27日  | ☆    | 2R 1:45 | TKO     | ゴギタ・ゴルギラゼ               | ジョージア       |                                                                             |
| 5            | 2017年9月7日   | ☆    | 6R      | 判定3-0 | ムロベク・アジモフ               | ウズベキスタン   |                                                                             |
| 6            | 2017年11月18日 | ☆    | 2R 2:15 | TKO     | オレクサンドル・ネステレンコ     | ウクライナ       |                                                                             |
| 7            | 2017年12月15日 | ☆    | 6R      | 判定3-0 | トルニケ・プリチャミアシヴィリ   | ジョージア       |                                                                             |
| 8            | 2018年2月10日  | ☆    | 7R 0:49 | TKO     | ジャーマン・スコベンコ           | ウクライナ       |                                                                             |
| 9            | 2018年4月22日  | ☆    | 1R 2:15 | TKO     | デニス・バクトフ                 | ロシア           |                                                                             |
| 10           | 2018年7月14日  | ☆    | 6R 2:08 | KO      | マルセロ・ナシメント             | ブラジル         |                                                                             |
| 11           | 2018年12月8日  | ☆    | 6R 1:13 | TKO     | ガブリエル・エングエマ           | スペイン         |                                                                             |
| 12           | 2019年2月22日  | ☆    | 1R 1:53 | KO      | ディロン・カーマン               | カナダ           | WBOグローバルヘビー級王座決定戦                                             |
| 13           | 2019年6月16日  | ☆    | 12R     | 判定3-0 | アリエル・ベラカモンテ           | アルゼンチン     | WBOグローバル防衛1                                                          |
| 14           | 2019年8月24日  | ☆    | 1R 2:33 | TKO     | ディエゴ・ジャーマン・バルマセダ | アルゼンチン     |                                                                             |
| 15           | 2020年11月7日  | ☆    | 2R 1:48 | KO      | セルゲイ・リャコビッチ           | ベラルーシ       | WBOグローバル防衛2                                                          |
| 16           | 2021年5月21日  | ☆    | 12R     | 判定3-0 | ディミトリー・クドリャショフ     | ロシア           | WBCシルバー・世界ブリッジャー級王座決定戦 WBC世界ブリッジャー級挑戦者決定戦 |
| 17           | 2022年8月19日  | ☆    | 7R 終了 | TKO     | ビカピタ・メロロ                 | ナミビア         |                                                                             |
| 18           | 2023年3月7日   | ☆    | 8R      | 判定3-0 | クリス・トンプソン               | 南アフリカ共和国 |                                                                             |
| 19           | 2023年9月8日   | ☆    | 10R     | 判定3-0 | ウィルメル・バスケス             | ベネズエラ       |                                                                             |
| 20           | 2024年2月10日  | ★    | 2R 2:24 | KO      | ジャン・ジャオシン               | 中国             | WBA世界スーパークルーザー級挑戦者決定戦                                     |
| 21           | 2025年7月5日   | ★    | 5R 終了 | TKO     | ゲオルギー・ユノビドフ           | ロシア           | WBA暫定・世界ブリッジャー級王座決定戦                                       |
| テンプレート |                |      |         |         |                                  |                  |                                                                             |

## 獲得タイトル
- WBOグローバルヘビー級王座
- WBC世界ブリッジャー級シルバー王座